# Анадарко (Оклахома)
Анадарко (енгл. Anadarko) град је у америчкој савезној држави Оклахома.

## Демографија
По попису из 2010. године број становника је 6.762, што је 117 (1,8%) становника више него 2000. године.
| Група             | 2000.         | 2010.         |
| Белци             | 2.640 (39,7%) | 2.106 (31,1%) |
| Афроамериканци    | 414 (6,2%)    | 320 (4,7%)    |
| Азијати           | 16 (0,2%)     | 47 (0,7%)     |
| Хиспаноамериканци | 608 (9,1%)    | 804 (11,9%)   |
| Укупно            | 6.645         | 6.762         |